# Визовая политика Саудовской Аравии
Желающие посетить Саудовскую Аравию лица должны получить визу, если только они не являются гражданами одной из стран, гражданам которых виза не требуется. Саудовская Аравия выдаёт визы с сентября 2019 года. Некоторые посетители имеют право получить визу онлайн или по прибытии, в то время как другим необходимо заранее подать заявление в одном из дипломатических представительств Саудовской Аравии.

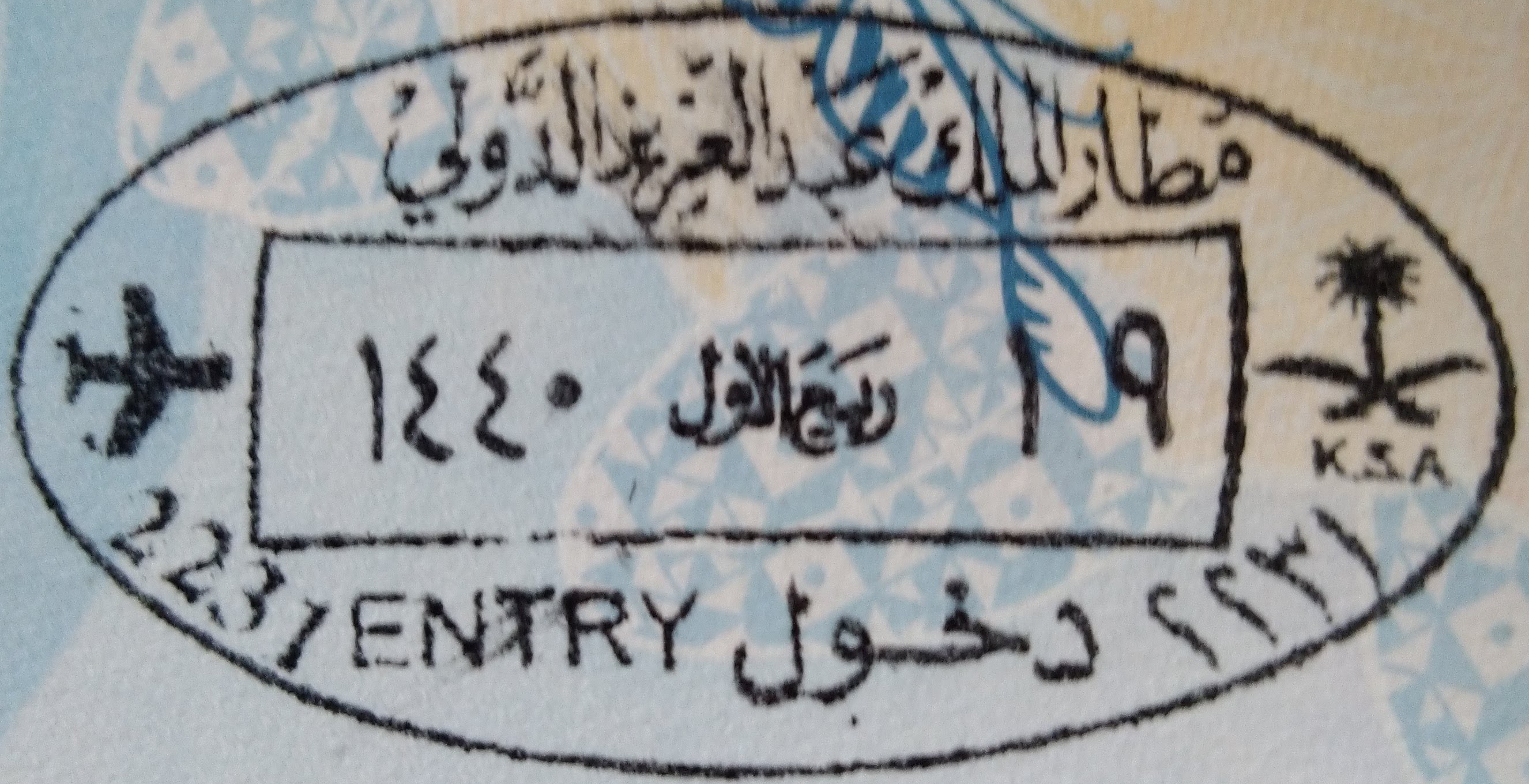
Въездной штамп Саудовской Аравии

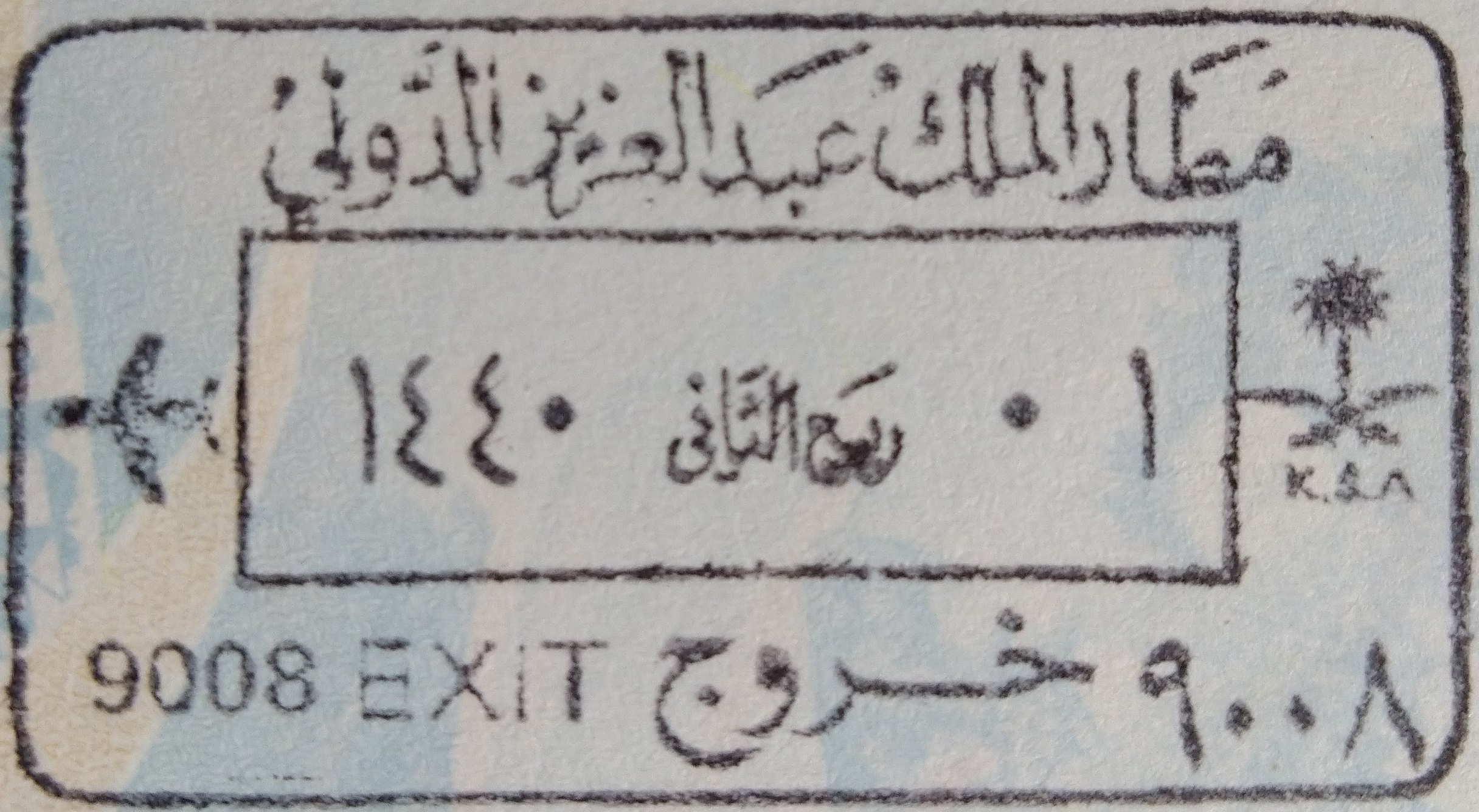
Саудовский выездной штамп

Все желающие получить визу должны иметь паспорт, действительный не менее полугода.

## Карта визовой политики

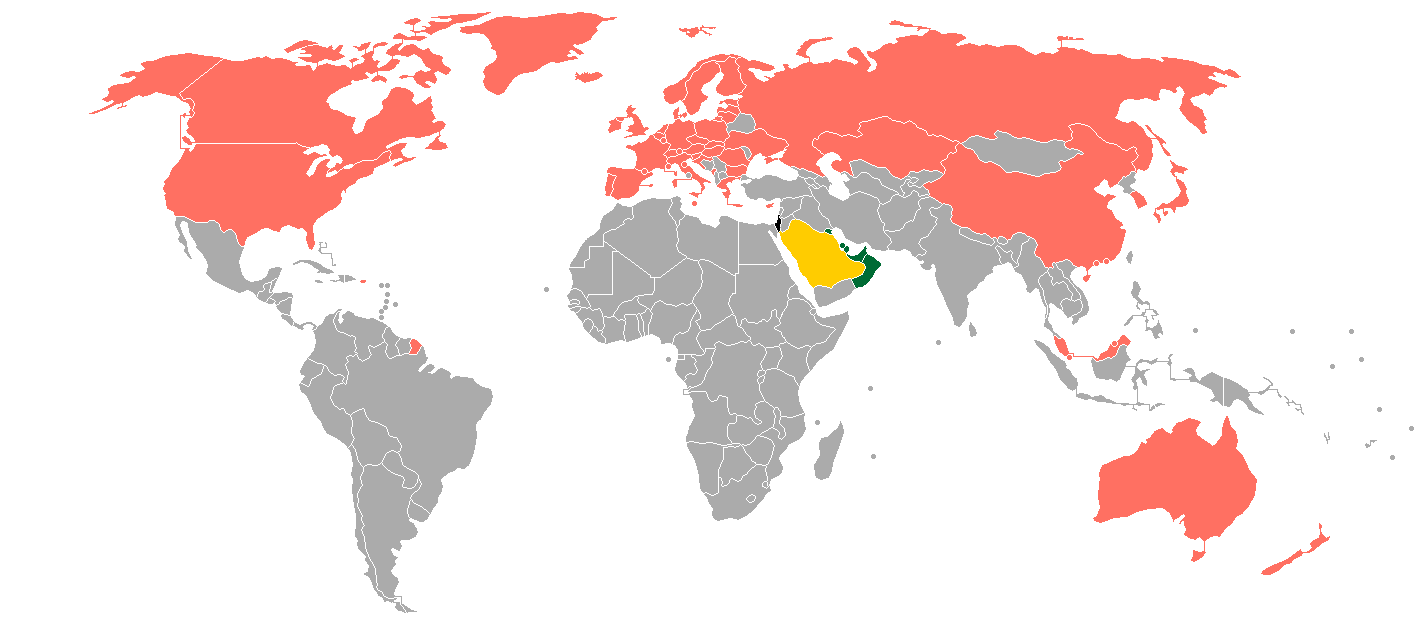
Визовая политика Саудовской Аравии
Саудовская Аравия
Безвизовый въезд
Въезд запрещён
электронная виза или виза по прибытии
Требуется получение визы

## Безвизовый въезд
Гражданам этих 4 стран не требуется виза для посещения Саудовской Аравии. Въезд разрешён по национальным ID-картам:
- Бахрейн
- Кувейт
- Оман
- Объединенные Арабские Эмираты

Также исключение распространяется на владельцев дипломатического паспорта Франции.

## Электронная виза (eVisa) или виза по прибытии
Саудовская Аравия начала выдавать туристические визы онлайн и по прибытии с 28 сентября 2019 года. Владельцы паспортов следующих 51 страны/территории могут получить электронные визы за плату до прибытия или по прибытии в Саудовскую Аравию, и эти визы действительны для въезда в Саудовскую Аравию на 90 дней:
- Все граждане Европейского Союза
- Андорра
- Австралия
- Бруней
- Канада
- Китай
- Гонконг
- Исландия
- Япония
- Казахстан
- Южная Корея
- Лихтенштейн
- Макао
- Малайзия
- Монако
- Черногория
- Новая Зеландия
- Норвегия
- Россия
- Сан-Марино
- Сингапур
- Швейцария
- Украина
- Великобритания
- США

2 января 2020 года было объявлено, что владельцы визы США, Великобритании или Шенгенской зоны имеют право на получение электронной визы в Саудовскую Аравию по прибытии, если другая виза ещё действительна и была использована хотя бы один раз для поездки в соответствующую страну/регион. Сообщается, что веб-сайт Saudi eVisa скоро будет обновлён, чтобы отразить эти изменения. Это право допускается только для авиакомпаний, базирующихся в Саудовской Аравии, таких как Saudia, Flynas, Flyadeal и SaudiGulf Airlines.

## Въезд запрещён
После разрыва дипломатических отношений 5 июня 2017 года подданным Катара был запрещён въезд в Саудовскую Аравию и предоставлен двухнедельный срок на то, чтобы покинуть страну. Ранее подданным Катара виза на въезд не требовалась. Катарцам теперь разрешено совершать только хадж.
С момента введения программы электронной визы (сентябрь 2019 г.) Комиссия по туризму и национальному наследию Саудовской Аравии заявляет на своем веб-сайте, что наличие израильской печати в паспорте не лишает права посещения Саудовской Аравии. Однако гражданам Израиля запрещён въезд и транзит через территорию страны.

## Виза паломника
К особой категории виз относится разрешения на въезд для совершающих хадж паломников. Заявление на её получение должно быть подано лицензированной туристической фирмой и одобрено в промежутке между месяцами Шавваль и 25-м Зу-ль-Када.
Паломники-женщины прибывающие для совершения умры или хаджа обязательно должны сопровождаться ближайшим членом семьи мужского пола (махрамом), будь то отец, брат, муж или сын старше 18 лет или быть старше 45 лет и путешествовать в группе пассажиров женского пола того же возраста, которых сопровождает руководитель группы до их отправления.

## Планируемые реформы
В декабре 2013 года правительство Саудовской Аравии впервые заявило о намерениях по введению туристических виз. Совет министров Саудовской Аравии поручил Высшей комиссии по туризму и древностям ввести выдачу виз на основе определённых правил, утверждённых министерствами внутренних и иностранных дел. Программа по выдаче ограниченных туристических виз была отменена в марте 2014 года. В декабре того же года официальные лица государства заявляли что повторного запуска программы не будет. Однако в апреле 2016 года наследный принц Мухаммад ибн Наиф анонсировал планы по выдаче туристических виз согласно программе «Видение 2030» по диверсификации саудовской экономики и отказу от нефтяной зависимости. Саудовская Аравия одобрила парки парки компаний Uber и Six Flags на первых шагах по развитию туристического сектора. В ноябре 2017 года Саудовская Аравия заявила о начале выдачи туристических виз и возможности подачи онлайн заявок на её получение в 2018 году.
Женщины моложе 30 лет должны иметь сопровождающего. Также иностранцам-немусульманам не будет разрешено посещать Мекку и центр города Медины.
Полные правила должны были быть опубликованы к концу марта 2018 года. В марте 2018 года Комиссия по туризму и национальному наследию Саудовской Аравии объявила, что подзаконные акты готовы к принятию и что они будут опубликованы к концу первого квартала 2018 года.
25 сентября 2018 года Главное управление спорта объявило о выдаче «Sharek International Events Visa» (SIEV) электронной визы, выдаваемой одновременно с покупкой билета на квалификационные спортивные мероприятия, концерты или культурные фестивали через sharek.sa. Виза «Sharek» позволяет посетителям въезжать в Саудовскую Аравию для участия в мероприятии, и её срок действия составляет несколько дней до и после самого мероприятия. Кандидаты смогут получить однократные въездные и однократные выездные 30-дневные визы онлайн за 640 риалов (170,65 долларов США) и въехать из любого порта въезда. Информационное агентство ОАЭ WAM сообщило, что Королевство намерено открыть систему eVisa для обычных посетителей с паспортами из США, всех стран Шенгенского соглашения (ЕС), Австралии, Японии, Южной Кореи, Южной Африки, Брунея, Малайзии и Сингапур и других стран, которые будут добавлены позже.
2 марта 2019 года Саудовская Аравия объявила о новой категории виз, которая будет выдаваться иностранным посетителям для посещения спортивных, развлекательных и деловых мероприятий в стране.
5 марта 2019 года Wall Street Journal сообщила: "Официальные лица Саудовской Аравии планируют предоставить гражданам США, большей части Европы, Японии и Китая либо безвизовый доступ в королевство для туризма, либо визу по прибытии к концу [2019] ", — утверждают люди, участвовавшие в реализации этих визовых реформ. «Эти усилия направлены на то, чтобы сделать посещение Саудовской Аравии таким же простым, как путешествие в соседние арабские туристические горячие точки, такие как Дубай».
27 сентября 2019 года Саудовская Аравия представила программу электронных виз, позволяющую посещать страну людям из 49 стран, подав заявку на визу до поездки или по прибытии. Однократная виза даёт право на пребывание в стране в течение месяца, а многократная — до трёх месяцев. Виза стоила 440 саудовских риалов (117 долларов), включая плату за медицинскую страховку. Туристы, посещающие страну, будут обязаны соблюдать правила, которые Саудовская Аравия упомянула на своём туристическом сайте.
В октябре 2019 года Саудовская Аравия изменила свою политику в отношении туристов и объявила, что разрешит иностранным мужчинам и женщинам делить гостиничные номера без доказательства их родства. Комиссия по туризму и национальному наследию Саудовской Аравии заявила, что только у граждан Саудовской Аравии будут запрашивать семейное удостоверение личности или подтверждение родства при заселении в отели. Кроме того, всем женщинам, включая гражданок Саудовской Аравии, было разрешено бронировать номера и останавливаться в отеле самостоятельно, предъявив удостоверение личности при регистрации.